# ثورة ظفار
ثورة ظفار او الحرب الأهلية العمانية 1963 - 1975هي حركة معادية لحكومة سلطنة عمان والاستعمار البريطاني، وظفار هو الإقليم الجنوبي لسلطنة عمان، وظهرت هذه الثورة في عقد الستينات في فترة حكم السلطان سعيد بن تيمور والد السلطان قابوس وامتدت إلى نهاية عام 1975 (بعد 5 سنوات من حكم السلطان قابوس) واخمدت كليا، وكانت هذه الثورة تحمل إيديولوجية اشتراكية شيوعية يدعمها الاتحاد السوفيتي وجمال عبد الناصر عن طريق اليمن الجنوبي الاشتراكي فكان ثوار ظفار يتعلمون ويمولون من قبل الاتحاد السوفييتي عن طريق اليمن الجنوبي البلد المجاور، وبتمويل كل من ليبيا بقيادة معمر القذافي الذي كان يساعد الثوار في ظفار على حكومة عمان هو وبعض الاشتراكيين من الدول العربية وبعد فترة من هذه الثورة قام أهل المنطقة بتسليم سلاحهم لحكومة مسقط واخمدت الثورة الداخلية، وبقيت المناوشات مع اليمن الجنوبي على الحدود في مناطق ضلكوت وصرفيت، لاحقاً انتهت خطورة التوجهات الاشتراكية الشيوعية بانهيار الاتحاد السوفيتي. وعاد ثوار ظفار واتحدوا مع حكومتهم بقيادة السلطان قابوس بن سعيد وأسس جيش خاص بهم يسمى قوات الفرق الوطنية وهو جيش غير نظامي وعددهم يقارب 10000 جندي

منشورات بريطانية تدعو العمانيين للحرب على ثورة ظفار

## أسباب قيام الثورة
حالة التخلف التي سادت سلطنة مسقط وعمان بشكل عام وإقليم ظفار بشكل خاص، وكثرة الممنوعات والمعاناة من ضرائب السلطان الباهظة التي أثقلت كاهل العمانيين. وكانت عمان معزولة عن العالم الخارجي والمحيط الإقليمي وحتى عانت العزلة الداخلية بين مناطق السلطنة ذاتها [بحاجة لمصدر].

## إعلان الثورة (1965م)
تنسب الرصاصة الأولى في الثورة إلى مسلم بن نفل الذي كان يعمل في مزرعة قصر السلطان سعيد بن تيمور والذي كان لإقصائه من عملهِ في القصر السلطاني في عام 1963 أثر في شعوره المناهض للسلطان سعيد، وعمّق ذلك الشعور وجود فريق أجنبي للتنقيب عن النفط في المناطق التي تقطن فيها قبيلته. مع وجود تقارير باعتداءات بسيطة على قاعدة السلاح الجوي البريطاني في عام 1962 إلا إن أول طلقة مسجلة إيذانا ببدء حرب ظفار كانت في أبريل 1963 من خلال هجوم مسلح على حافلات شركة نفط، خطّط له وقاده مسلم بن نفل. ثم انضم نفل إلى مجموعة أخرى من المناهضين الظفاريين، ورحلوا إلى العراق حيث تلقوا تدريبا على أساليب حرب العصابات. ولم يلبث عام 1965م أن شهد إعلان قيام الجبهة الشعبية لتحرير ظفار حيث عقد مؤتمر شعبي في 9 يونيو من نفس العام وانتهت جلساته بإعلان قيام الثورة الظفارية.
ودعا البيان الظفاريين إلى الانضمام إلى الجبهة من أجل تحرير الوطن من حكم السلطان سعيد بن تيمور وتحرير البلاد من البطالة والفقر والجهل وإقامة حكم وطني ديمقراطي
وهكذا بدأت حرب ظفار بين عمليات الكرّ والفرّ التي استخدمتها الجبهة ضد أهداف السلطان سعيد بن تيمور بين عامي 1965 و 1967.

## أهداف الثورة
- إخراج البريطانيين من الجزيرة العربية.
- استقلال ظفار عن عمان

## دور الدول الإقليمية في الحرب

### إيران ( دعم قوات السلطان عسكريا)
قام السلطان قابوس في شهر أكتوبر عام 1971 بزيارة رسمية إلى إيران للمشاركة في الاحتفالات التي أقامها الشاه بمناسبة مرور 2500 سنة على عرش الطاووس في بلاد فارس، فالتقى بشاه إيران محمد رضا بهلوي، وقد طلب السلطان قابوس مساعدة الشاه له لمواجهة الثوار، وقد أبدى الشاه استعداده للمساهمة بما لدى إيران من إمكانات عسكرية والوقوف إلى جانب قوات السلطان في حربها ضد الثوار. وكان من أهم الدوافع التي دفعت الشاه إلى التدخل في الحرب هو طموحه في أن يحل محل بريطانيا كحامي للمنطقة بعد انسحابها منها عام 1971م، وخشيته من تعرض مضيق هرمز للخطر في حالة نجاح الثورة في إقامة نظام راديكالي في عمان وما قد يؤدي إليه ذلك من تهديد لأمن الخليج وتجارة النفط.
وفي يوليو 1972 أرسل السلطان قابوس وفدا رسميا إلى إيران برئاسة السيد ثويني بن شهاب وتوصل الوفد إلى وضع اتفاقية التدخل العسكري الإيراني في السلطنة مستقبلا عند الطلب للقضاء على الثورة المسلحة.
وفي 30 نوفمبر 1973 وصلت إلى السلطنة أولى طلائع القوات الإيرانية التي بلغت ما يقدّر بثلاثة آلآف عسكري إيراني. ورغم عدم رضا الدول العربية عن التدخل الإيراني إلا أن السلطان قابوس كان مضطرا لقبول المساعدة الإيرانية نظرا لضعف تسليح الجيش العماني وتخاذل الدول العربية عن دعم السلطنة ودعم بعضها لجبهة تحرير ظفار، بالإضافة إلى امتلاك إيران ترسانة ضخمة من الأسلحة الحديثة، وبالفعل كانت المساعدة الإيرانية مؤثرة في قمع الثورة في ظفار.

### اليمن الجنوبي (الداعم الأول للثوار)
أخذت جمهورية اليمن الديمقراطية الشعبية على عاتقها مهمة دعم الثوار في ظفار وذلك منذ استقلالها سنة 1967م عن بريطانيا، ويعد الانتماء المشترك للجبهة القومية في اليمن الجنوبي والجبهة الشعبية لتحرير ظفار إلى الجناح اليساري في حركة القوميين العرب عاملا مهما في دعم علاقاتها وتوطيدها.
وقد ساهمت اليمن الجنوبي في دعم الثوار سياسيا فأعلنت استعدادها لتقديم كل الدعم للمعارضة العمانية باعتبار أن ذلك جزء من أهدافها الوطنية.
وعسكريا وفّرت اليمن الجنوبي قواعد للجبهة في كل من حوف والغيضة والمكلا وعدن إضافة إلى وسائل التدريب العسكري، بالإضافة إلى تحمل حكومة اليمن الجنوبي جزءا كبيرا من ميزانية الجبهة، كما كانت أغلب الوسائل الإعلامية للجبهة تقع على الأراضي اليمنية فمحطة الإذاعة في المكلا وصحيفة صوت الشعب في عدن هذا بالإضافة إلى ما تقدمه وسائل الإعلام اليمنية من دعم وإعلام.